# Classe Kuang Hua VI
La classe Kuang Hua VI est une classe de patrouilleur-lance missiles de la Marine de la république de Chine.
Le prototype a été lancé en 2003, et toute la classe est entrée en service en 2010.

## Historique
Le projet Kuang Hua VI a été dévoilé pour la première fois en 1996, conçu pour remplacer le bateau lance-missiles de classe Hai Ou des navires de patrouille actuellement en service avec la ROCN. La conception du bateau lance-missiles devait être furtive, ne transportant donc aucun radar de recherche aérien ou de surface à bord, à l'exception du radar de navigation. Les informations de ciblage du bateau lance-missiles sont obtenues à partir du rivage ou d'autres navires via une liaison de données.
Le contrat pour produire 30 unités a été attribué à CSBC Corporation, Taiwan (alors sous le nom de China Ship Building Corporation, CSBC) en 2003. Le prototype FACG-60 (Fast Attack Craft, Guided missile, en anglais) a été mis en service le 1er octobre 2003. Cependant, l'appel d'offres a été contesté par la suite par des soumissionnaires rivaux et le législateur taiwanais a gelé le budget pour la construction de la classe jusqu'en 2007. La ROCN et la CSBC ont par la suite convenu que la construction commencerait sur les 30 navires et que les travaux seraient complétés par fin 2011, par lots de deux engins lance-missiles, mais les travaux seraient partagés avec 2 autres chantiers navals civils. Il a été signalé le 26 novembre 2007 que les travaux sur les deux premiers missiles avaient commencé.

## Les unités en service
- Les FACG 61 et FACG 62 ont été remis à la marine taïwanaise fin mai 2009 et sont entrés en service fin août 2009.
- Les FACG 63 et FACG 64 ont été remis le 5 septembre 2009 et mis en service 10 novembre 2009.
- Les FACG 65 et FACG 66 ont été remis le 30 octobre 2009 et est entré en service le 17 décembre 2009.
- Les FACG 68 et FACG 69 (n° 67 non attribué en raison de l'addition des deux chiffres à 13, considéré comme un numéro malchanceux par la ROCN) ont été remis le 22 décembre 2009 et est entré en service le 10 février 2010.
- Les FACG 70 et FACG 71 ont été remis le 15 mars 2010. et sont entrés en service le 18 mai 2010, dans le cadre du premier escadron lance-missiles KH-6, le 5e escadron Sea Dragon, qui comprenait  les 10 premières unités et le prototype le 18 mai 2010.

- Les FACG 72 et FACG 73 ont été remis le 14 mai 2010 et mis en service le 15 juillet 2010.
- Les FACG 74 et FACG 75 ont été remis le 16 juillet 2010.
- Les FACG 77 et FACG 78 (n° 76 non attribué en raison de deux chiffres formant 13, considéré comme un numéro malchanceux par la ROCN) a été remis le 27 septembre 2010 et est entré en service en novembre 2010.
- Les FACG 79 et FACG 80 ont été remis le 22 novembre 2010 et sont entrés en service le 10 janvier 2011.
- Les derniers FACG 92 et FACG 93, a été remis  le 12 octobre 2011.

Le 5e escadron, officiellement mis en service le 10 mai 2010 et servant à la base navale de Zuoying dans le sud de Taïwan, est composé de 10 unités (FACG 61 à 71) et du prototype FACG 60. 
Le 1er escadron, officiellement mis en service le 7 avril 2011 et servant à la base navale de Su'ao dans le nord de Taïwan, est composé de 10 unités (FACG 72 à 82). 
Le 2e escadron, officiellement mis en service le 2 décembre 2011 et servant à la base navale de Zuoying dans le sud de Taïwan, est composé de 10 unités (FACG 83 à 93).
Le seul prototype du Kuang Hwa VI, FACG-60, a perdu de la puissance et s'est échoué durement sur des tétrapodes en béton formant le brise-lames d'une digue extérieure en entrant dans le port après le typhoon Jangmi (2008) (en). La marine a d'abord envisagé de saborder le navire car les tentatives précédentes pour l'enlever ont échoué et le sabordage a été jugé moins cher. Un équipage de sauvetage de la marine a finalement réussi à retirer le navire de la digue. Il a été remis à neuf après récupération.